# アブグレイブ刑務所

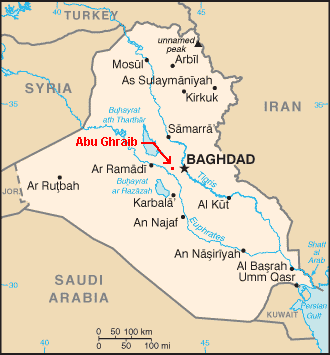
イラクの地図で見るアブグレイブ刑務所の場所。

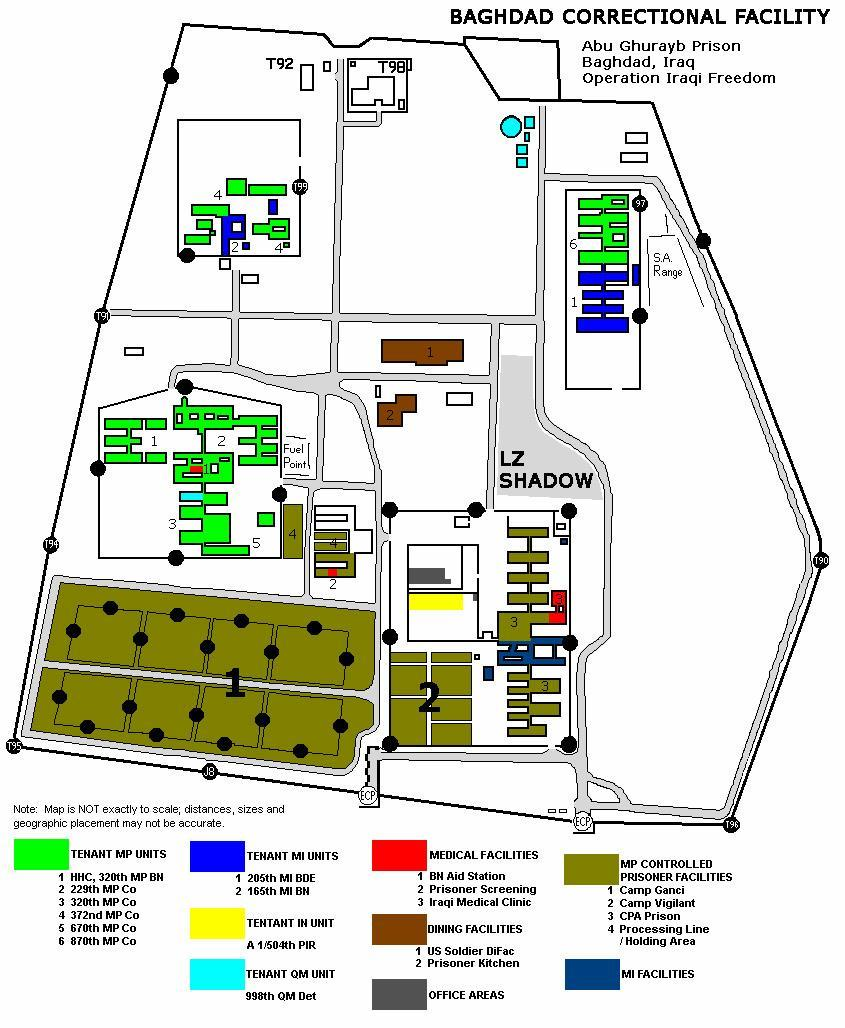
見取り図

アブグレイブ刑務所（アブグレイブけいむしょ、アラビア語: سجن أبو غريب, アラビア語ラテン翻字: Abū Ghuraib、英語: Abu Ghurayb, Abu Ghraib prison）は、イラクの首都バグダードから西へ約32kmの場所に位置する施設。サッダーム・フセイン政権時代には反政府勢力をこの刑務所に収容し、拷問、処刑が行われていた。しかし、この施設の名前が一般に知られるようになったきっかけは、イラク戦争で戦犯となり、この施設に収容されたイラク人兵士に対し、この施設を監督していた米軍の関係者が、人間性を無視した非人道的取り扱い、拷問をしている現場の写真が2004年1月にマスコミによって公表されたことによる。現在この施設は、刑務所または収容所として使用されてはいない。現、バグダード中央刑務所。

## 歴史

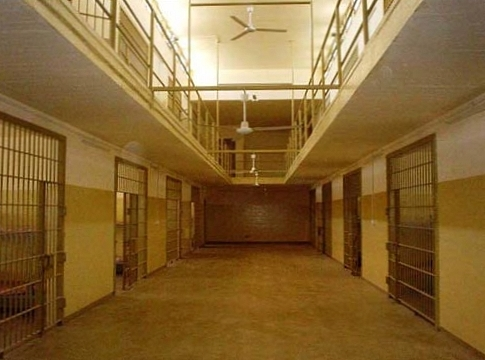
獄房内（2006年撮影）

### サッダーム政権時代
アブグレイブ刑務所は、1960年代にイギリスの請負業者により建設された。サッダーム政権時代、刑務所は総合治安局（アムン・アル=アムン）の管理下に置かれ、政治犯収容のために公開棟と閉鎖棟に分離された。閉鎖棟にはシーア派だけが収容され、公開棟には残り全員が収容された。閉鎖棟の収容者は、いかなる面会も外界との接触も許されなかった。監獄はほぼ4×4mで、その各々には約40人が収容された。
刑務所は、280エーカーの面積を占め、その全周は24ヶ所の警備塔を有する4kmの保安壁で囲まれている。刑務所は、5つのブロックから成り、その各々は塔と高い壁により囲まれている。2002年初め、イラク政府は、約1,220万イラク・ディナールを支出し、アブグレイブに4ヶ所、バビル市刑務所に2ヶ所の計6刑務所ブロックを建設することを計画していた。

### アメリカ軍政時代
イラク戦争後、アブグレイブは、再び刑務所として利用され始め、バグダード中央勾留センター（Baghdad Central Detention Center；略称BCCF）と呼ばれ、連合軍の統合尋問・聴取センター（Joint Interrogation and Debriefing Center、略称：JIDC）の管理下に入った。2004年4月から、刑務所にはほぼ5000人の旧政権幹部、旧イラク軍将校、テロ容疑者が収容されていた。
2004年4月末、アメリカ兵がイラク人勾留者に行った倒錯的な拷問の写真がマスコミに掲載され、大スキャンダルとなった。5月初め、アメリカ国防総省は、拷問方法のいくつかがジュネーヴ条約に一致していないことを認めた。アブグレイブ刑務所は、第16憲兵旅団と第504軍事情報旅団の管轄下に移管された。5月24日、ブッシュ大統領は、アブグレイブ刑務所の廃止を表明した。

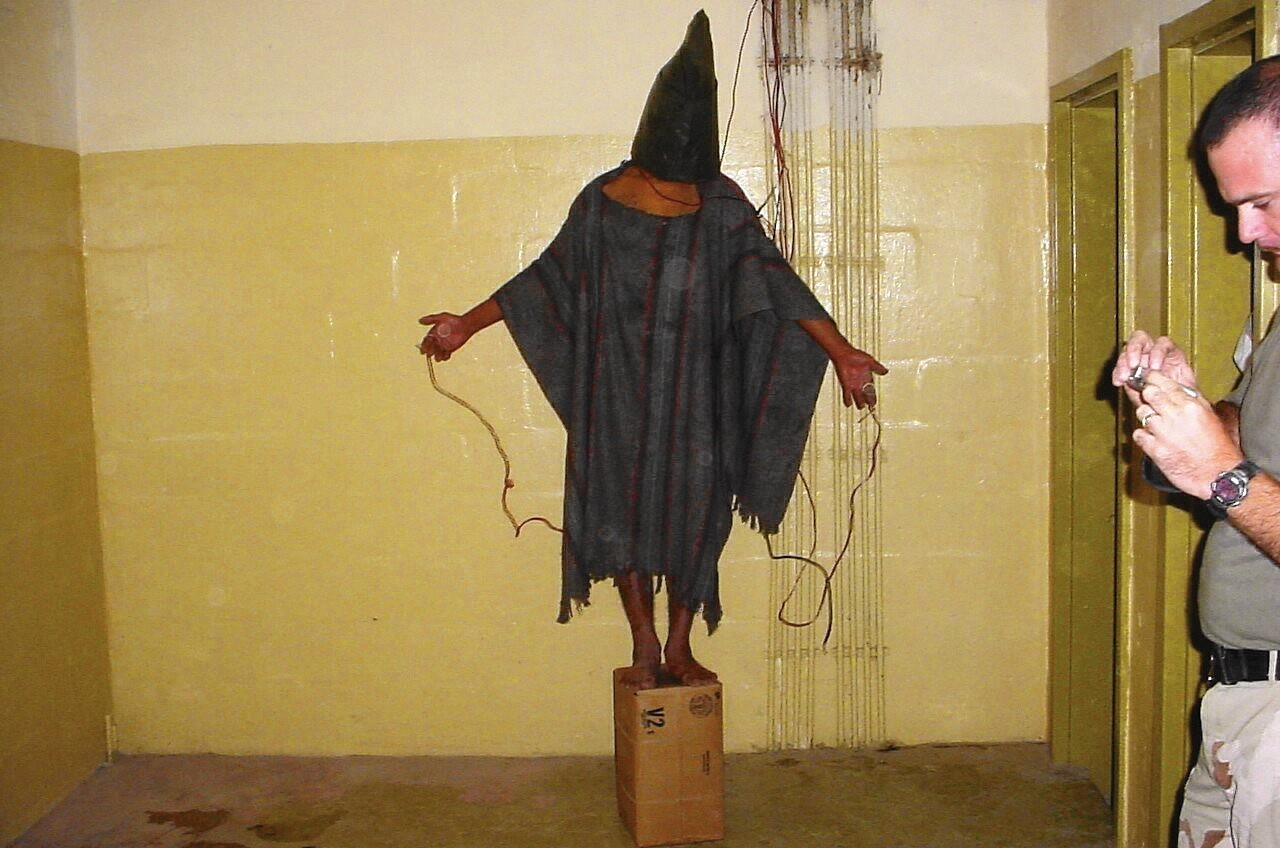
アメリカ軍によるイラク兵への拷問
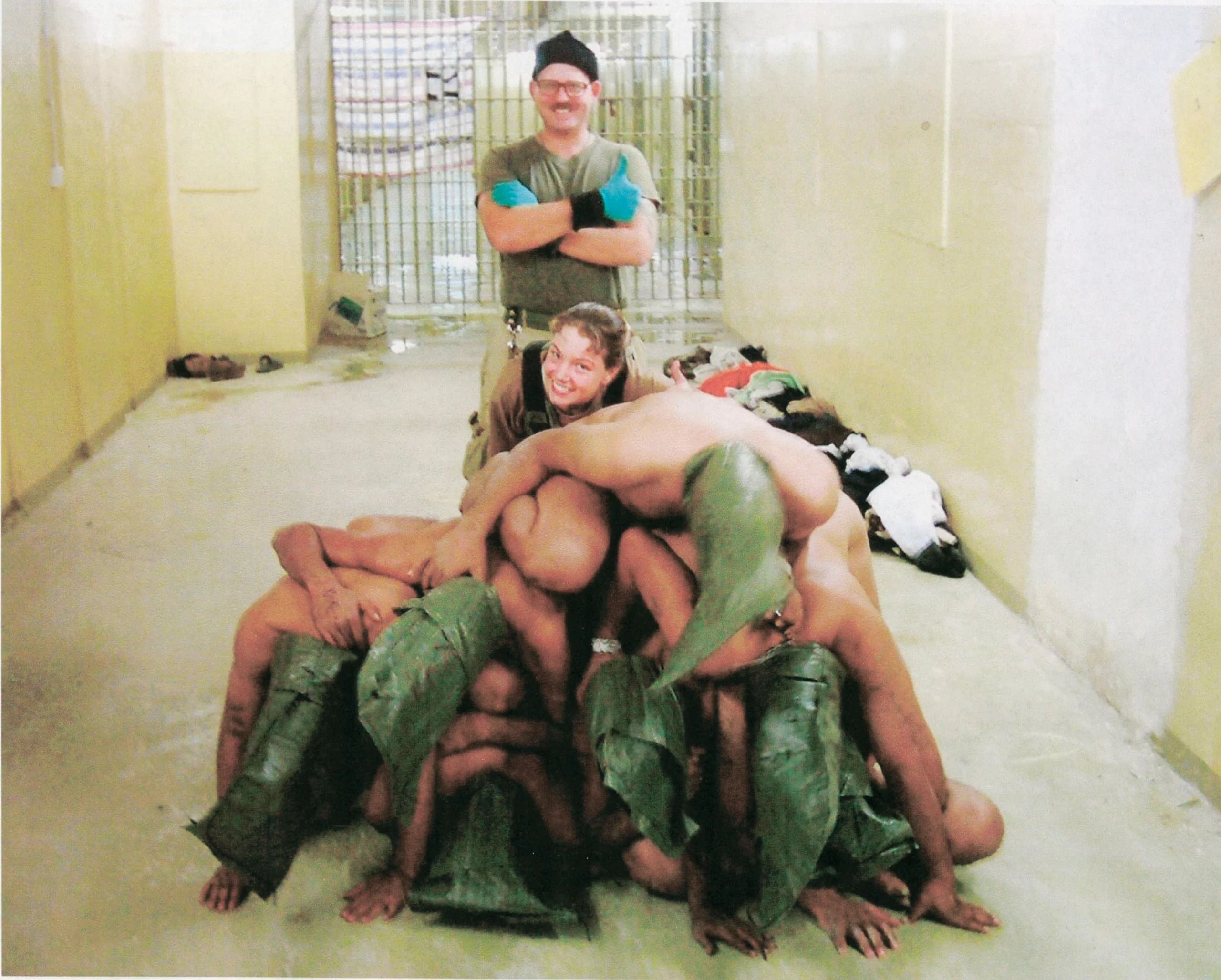
イラク兵への拷問を記念撮影する男女のアメリカ兵

### 現在
現在はイラク側に管理権限が移譲され、バグダード中央刑務所と名前が変更されている。